# Lijst van Marokkaanse schrijvers
Dit is een (onvolledige) lijst van Marokkaanse schrijvers.

## A
- Abdelaziz Aarab (1981-)
- Leila Abouzeid (1950-)
- Mohamed Achaari (1951-)
- Said Achtouk (-1989)
- Leo Africanus (1488-1554)
- Issa Aït Belize
- Lotfi Akalay (1944-)
- Mohammed Akensous (-1877)
- Mehdi Akhrif (1952-)
- Mohamed Akoujan
- Idriss al-Amraoui (-1879)
- Muhammad al-Arabi al-Darqawi (1760-1823)
- Ibn al-Banna al-Marrakushi (1256-1321)
- Mohammed al-Baydhaq (c.1150)
- Nur ad-Din al-Betrugi (-1204)
- Al-Yazid al-Buzidi Bujrafi (1925-)
- Abd al-Rahman al-Fasi (1631-1685)
- Isaac Alfasi (1013-1103)
- Allal al-Fassi (1910-1974)
- Malika al-Fassi (1920-2007)
- Abd al-Aziz al-Fishtali (1549-1621)
- Mohammad al-Khammar al-Gannouny (1938-1991)
- Abdullah al-Ghumari (1910-1993)
- Mohammed al-Harraq (1772-1845)
- Sulayman al-Hawwat (1747-1816)
- Mohammed al-Idrisi (1099-1165)
- Mohammed al-Ifrani (1670-1745)
- Mohammed Abed al-Jabri (1936-)
- Muhammad al-Jazuli (-1465)
- Muhammad ibn Jaafar al-Kittani (-1927)
- Tewfik Allal (1947-)
- Ahmed al-Madini (1949-)
- al-Zahra al-Mansouri
- Abdelwahid al-Marrakushi (born 1185)
- Al-Masfiwi
- Ahmed Mohammed al-Maqqari (c. 1591-1632)
- Ahmad ibn Khalid al-Nasiri (1835-1897)
- Ahmad Ibn al-Qadi (1553-1616)
- Muhammad al-Qadiri (1712-1773)
- Mohammed ibn Amr al-Ribati (-1827)
- Ibn Abbad al-Rundi (1333-1390)
- Salih ben Sharif al-Rundi (1204-1285)
- Al-Suhayli (1114-1185)
- Tuhami al-Wazzani (1903-1972)
- Abu Ali al-Hassan al-Yusi (1631-1691)
- Abu al-Qasim al-Zayyani (1734/35-1833)
- Abu-l-Hassan ash-Shadhili (1196-1258)
- Robert Assaraf (1936-)
- Muhammad Awzal (1670-1749)
- Qadi Ayyad (1083-1149)
- Nabil Ayouch (1969-)
- Ali Azaykou (1942-2004)

## B
- Souad Bahéchar (1953-)
- Latifa Baka (1964-)
- Ahmed Barakat (1960–1994)
- Hafsa Bekri-Lamrani
- Mohamed Ben Brahim (1897-1955)
- Abdeslam Benabdelali
- Siham Benchekroun
- Ahmed Benchemsi
- Rajae Benchemsi (1957-)
- Halima Ben Haddou (1954-)
- Abdelmajid Benjelloun (1944-)
- Tahar Ben Jelloun (1944– )
- Abdeslam Ben Mchich (1140-1227)
- Ayyad ben Moussa (1083-1149)
- Abdelouahid Bennani (1958-)
- Mohammed Bennis (1948-)
- Khnata Bennouna (1940-)
- Mohammed Berrada (1938-)
- Mahi Binebine (1959-)
- Mohammed Ibrahim Bouallou (1934-)
- Ali Bourequat
- Hassan Bourkia (1956-)
- Ahmed Bouzafour

## C
- Mohamed Chafik (1926-)
- Nadia Chafik (1962-)
- Mohamed Choukri (1935-2003)
- Driss Chraïbi (1926-2007)

## D
- Mohammed Daoud (1901-1984)
- Zakya Daoud
- Farida Diouri (1953-)

## E
- Youssouf Amine Elalamy (1961-)
- Najib El Aoufi (1948-)
- André Elbaz (1934-)
- Mohammed Aziz El-Hababi (1922-1993)
- Allal El Hajjam (1948-)
- Mohammed Abed El Jabri
- Rita el Khayat (1944-)
- Driss El Khouri
- Abderrahman El Majdoub (-1569)
- Edmond Amran El Maleh (1917– )

## F
- Halima Ferhat

## G
- Abdelkrim Ghallab (1919-2006)
- Soumya Naâmane Guessous

## H
- Mouna Hachim
- Ali Haddani (1936-2007)
- Badia Hadj Nasser
- David Hassine (1722-1792)
- Ben Salem Himmich (1947-)
- Emmanuel Hocquard (1940-)

## I
- Ibn Abi Zar (-ca.1315)
- Ahmad ibn Ajiba (1747-1809)
- Ismail ibn al-Ahmar (1387-1406)
- Muhammad Ibn al-Habib (1876-1972)
- Ahmad Ibn al-Qadi (1553-1616)
- Ibn al-Wannan (-1773)
- Ibn Bajjah (-1138)
- Ibn Battuta (1304–1377)
- Ibn Hirzihim (-1164)
- Ahmad Ibn Idris al-Fasi (1760-1837)
- Abdellatif Idrissi (1957-)
- Abū Abd Allah Muhammad ibn Idhari
- Ibn Juzayy (1321-1357)
- Mohammed ibn Tumart (c.1080-1130)
- Muhammed ibn Qasim Ibn Zakur
- Ibn Zaydan (1873-1946)

## J
- Salim Jay (1951-)
- Abderrafi Jouahri (1943-)
- Mohammed Redouan Jabri (1975-)

## K
- Maati Kabbal
- Mohammed Khaïr-Eddine (1941-1995)
- Mohammed Kaghat (1942-2001)
- Abdelkebir Khatibi (1938-)
- Abdelfattah Kilito (1945-)
- Driss Ksikes

## L
- Abdellatif Laabi (1942-)
- Ayoub Lafriki (2000-)
- Mohammed Aziz Lahbabi (1922-1993)
- Leila Lahlou
- Laila Lalami (1968-)
- Thami Lamdaghri (-1856)
- Wafaa Lamrani (1960-)
- Reda Lamrini
- Fouad Laroui (1958-)
- Abdallah Laroui (1933-)
- Mohamed Lkhammar
- Ali Lmrabet (1959-)

## M
- Khadija Marouazi (1961-)
- Ahmed Mejjati (1936–1995)
- Saida Menebhi (1952-1977)
- Fatima Mernissi (1940-)
- Khireddine Mourad (1950-)
- Mouad Moutaoukil (1997-)
- Mohammed Mrabet (1936-)
- Muhammad al-Muqri (1851-1957)

## N
- Mririda n’Ait Attik (c.1900-c.1930)
- Badia Hadj Nasser
- Driss Nakouri
- Mohamed Nedali (1962-)
- Mostafa Nissaboury (1943-)

## O
- Rachid O (1970-)
- Malika Oufkir (1953-)
- Touria Oulehri
- Mohamed Ousfour

## Q
- Bachir Qamari (1951-)

## R
- Fouzia Rhissassi

## S
- Mohamed Sabila
- Abdelhadi Said (1974)
- Abi Mohammed Salih (1153-1234)
- Amale Samie (1954)
- Tayeb Seddiki (1938)
- Ahmed Sefrioui (1915-2004)
- Mohamed Serghini (1930)
- Abdelhak Serhane (1950-)
- Mohamed Sibari (1945-)
- Mohammed Allal Sinaceur
- Skirej

## T
- Abdelkarim Tabbal (1931-)
- Abdellah Taïa (1973-)
- Hemmou Talb (18e eeuw)
- Tijani Boulaouali
- Boutaina Tawil
- Abdelhadi Tazi (1921-)
- Mohamed Azeddine Tazi (1948)
- Latifa Tekni (1962)
- Najat Tekni (1972)
- Bahaa Trabelsi (1968)
- Ahmed Toufiq (1943-)

## Y
- Said Yaktine
- Nadia Yassine (1958-)

## Z
- Mohamed Zafzaf (1942-2001)
- Ibn Abi Zar (-ca.1315)
- Ahmad Zarruq (1442-1493)
- Abderrahmane Zenati (1943)
- Abdallah Zrika (1953)

## Lijst van Moorse schrijvers
Schrijvers uit Andalusia, in de periode 750-1496, worden meestal als Moorse schrijvers aangeduid. Voor een deel 1085-1238) van die Moorse periode vormden Andalusia en Marokko één staat. Daarna (1238 - 1492) behield de Marinid-dynastie van Marokko nog nauwe banden met het koninkrijk Granada.
- Al-Tutili (-1126)
- Ibn Abd Rabbih (860-940)
- Abu Madyan (1126-1198)
- Muhammad Ibn Abbad Al Mutamid (1040-1095)
- Abu Abdullah al-Bakri (1014-1094)
- Ibn al-Kattani (951-1029)
- Ibn al-Khatib (1313-1374)
- Abu al-Qasim (936-1014)
- Abu Ishaq al-Shatibi (-1388)
- Ibn al-Yayyab (1274-1349)
- Ibn Amira (1186-1251/1259)
- Ibn Ammar (c.1031–c.1086)
- Ibn Arabi (1165-1240)
- Ibn Bajjah (Avempace) (-1138)
- Ibn Baqi (-1145 or 1150)
- Moses ibn Ezra (c.1058-c.1138)
- Solomon ibn Gabirol (1021-1058)
- Ibn Hazm (994-1064)
- Ibn Jubayr (1145-1217)
- Ibn Juzayy (1321-1357)
- Ibn Khafaja (1058-1138/9)
- Al-Fath ibn Khaqan (-1134)
- Ibn Rushd (Averroes) (1126–1198)
- Ibn Sahl (1212-1251)
- Ibn Said al-Maghribi (1213-1286)
- Ibn Tufail (1105–1185)
- Ibn Quzman (1078-1160)
- Ibn Zaydun (1003-1071)
- Ibn Zamrak (1333-1394)